# Anthony Pople
Anthony John Leonardo Pople (18 de enero de 1955 - 10 de octubre de 2003) fue un musicólogo y escritor británico.
Es conocido por su enfoque tecnológico de la musicología y el análisis musical. Durante su carrera, Pople ocupó cátedras en la Universidad de Lancaster, la Universidad de Southampton y la Universidad de Sheffield. También se desempeñó como editor de Music Analysis durante cinco años.

## Temprana edad y educación
Pople nació el 18 de enero de 1955 en Croydon, Surrey. Asistió al Dulwich College antes de estudiar matemáticas en el St John's College de Oxford, gracias a una beca abierta. Pople luego decidió cursar un doctorado en música en la Universidad de Oxford. Su investigación, supervisada por Arnold Whittall, culminó en su tesis de 1995: Skryabin and Stravinsky 1908-1914: Studies in Analytical Method (republicado en 1989 como Skryabin and Stravinsky 1908-1914: Studies in Theory and Analysis).

## Carrera
El área especializada de Pople en musicología fue la música clásica de principio del siglo XX, específicamente la Segunda Escuela de Viena y la música clásica rusa anterior a la Primera Guerra Mundial. También publicó sobre las obras de Ralph Vaughan Williams, Michael Tippett y Olivier Messiaen.
Pople ocupó varias cátedras en Inglaterra, en la Universidad de Lancaster (profesor titular desde 1983 a 1995 y profesor desde 1995 a 1997), Universidad de Southampton (1997-1999), Universidad de Nottingham (1999-2003), y la Universidad de Sheffield. Durante su tiempo en Lancaster, trabajó con Alan Marsden para implementar el análisis musical basado en computadoras. Esto llevó a Pople a desarrollar dos programas informáticos con ese fin en 1994: RowBrowser y SetBrowser. Estos programas utilizaban hojas de cálculo para ingresar notación musical, que luego era analizada por una computadora. Pople también creó el proyecto "Tonalities", que es un paquete de software para análisis musical.
Además de sus puestos docentes, Pople fue director del Centro de Iniciativa de Computadoras en la Enseñanza para la Música de Lancaster, desde 1989 hasta 1997. También se desempeñó como editor de Music Analysis durante cinco años, a partir de 1995.
Pople también era un hábil intérprete de violín. Según Jonathan Dunsby, Pople no solo fue un importante musicólogo, sino también "un compositor y intérprete de música sumamente talentoso".

## Vida personal
Pople contrajo matrimonio con su esposa, Angela Horrocks, en 1988. Juntos, tuvieron dos hijas. Pople falleció a causa de un cáncer el 10 de octubre de 2003 en Nottingham.

## Obras

### Libros

#### Autoría propia
- Pople, Anthony (1991). Berg: Concierto para violín. Cambridge Music Handbooks. Universidad de Cambridge.[1]
- Pople, Anthony (1998). Messiaen: 'Quatuor pour la fin du temps'. Guías de Música de Cambridge. Universidad de Cambridge.[2]

#### Editado
- Pople, Anthony (1994). Teoría, análisis y significado en la música.. Universidad de Cambridge.[3]
- Pople, Anthony (1997). El Compañero de Cambridge sobre Berg.. Universidad de Cambridge.[4]
- Cook, Nicholas; Pople, Nicholas, (2004). Historia de la música del siglo XX de Cambridge. Universidad de Cambridge.

#### Capítulo(s) en
- Pople, Anthony (1995). "El lenguaje musical de Messiaen.: Introducción". The Messiaen Companion. Faber and Faber. pp. 15-50.[5]
- Pople, Anthony (1996). "Voces engañosas: Contrastes y continuidades en los estudios sobre Stravinsky.". Analytical Strategies and Musical Interpretation. pp. 271-287. Universidad de Cambridge.[6]
- Pople, Anthony (1996). "Vaughan Williams, Tallis y el principio de la fantasía". Vaughan Williams Studies. Universidad de Cambridge. Press. pp. 47–80.[7]
- Pople, Anthony (1999). "De la imitación a la composición libre: R. O. Morris, Tippett y el desarrollo de recursos de altura en la Fantasía Concertante sobre un tema de Corelli". Tippett Studies. Universidad de Cambridge. pp. 27–54.[8]
- Pople, Anthony (2001). "Estilos y lenguajes alrededor del cambio de siglo". The Cambridge History of Nineteenth-Century Music. Universidad de Cambridge. pp. 601–620.[9][10]
- Pople, Anthony (2004). "Modelando la estructura musical". Empirical Musicology: Aims, Methods, Prospects. Universidad de Oxford. pp. 127–156.[11][12]
- Pople, Anthony (1985). Skryabin and Stravinsky 1908–1914: Studies in Analytical Method (Tesis PhD). Universidad de Oxford.

### Citas
1. "Adlington, Robert (16 de octubre del 2003). "Professor Anthony Pople" "The independent" 
2. "Anthony Pople". "The Times"

## Otras lecturas
- Cross, Johnathan; Russ, Michael (octubre del 2004). "Editorial: Una introducción al proyecto 'Tonalidades' de Anthony Pople.". Music Analysis. 23 (2): 147–152.[13][14]
- Whittall, Arnold (octubre del 2003). "Anthony Pople Remembered". Music Analysis. 22 (3): 249–252.[15][16]

- Datos: Q104699564

1. ↑  «Independent en Español». Independent Español. Consultado el 18 de mayo de 2023.
2. ↑  «The Independent» |url= incorrecta con autorreferencia (ayuda). Wikipedia (en inglés). 7 de mayo de 2023. Consultado el 18 de mayo de 2023.
3. ↑  «Anthony Pople» (en inglés). 18 de mayo de 2023. ISSN 0140-0460. Consultado el 18 de mayo de 2023.
4. ↑  «The Times» |url= incorrecta con autorreferencia (ayuda). Wikipedia (en inglés). 15 de mayo de 2023. Consultado el 18 de mayo de 2023.
5. ↑  Archibald, Bruce (1992). «REVIEWS OF BOOKS». Music and Letters (en inglés) 73 (3): 474-475. ISSN 0027-4224. doi:10.1093/ml/73.3.474. Consultado el 18 de mayo de 2023.
6. ↑  Bannaski, H. (20 de noviembre de 1978). «[Experiences with a liver preparation containing digestive enzymes. (Preliminary report)]». ZFA. Zeitschrift fur Allgemeinmedizin 54 (32): 1685-1686. ISSN 1433-6251. PMID 735325. Consultado el 18 de mayo de 2023.
7. ↑  Cook, Nicholas (2004-03). «Anthony Pople (1955–2003)». Musicae Scientiae (en inglés) 8 (1): 3-5. ISSN 1029-8649. doi:10.1177/102986490400800101. Consultado el 18 de mayo de 2023.
8. 1 2  Dunsby, Jonathan (2004-09). «Anthony Pople, 1955–2003: an Appreciation». Twentieth-Century Music (en inglés) 1 (2): 277-283. ISSN 1478-5722. doi:10.1017/S1478572205000150. Consultado el 18 de mayo de 2023.
9. ↑  Mark, C. (1 de febrero de 2001). «REVIEWS OF BOOKS». Music and Letters (en inglés) 82 (1): 143-145. ISSN 0027-4224. doi:10.1093/ml/82.1.143. Consultado el 18 de mayo de 2023.
10. ↑  Legendre, J. M.; de la Faye, D.; Guidoin, R.; King, M.; Lefevre, C.; Gosselin, C. (1986). «The initial blood retention properties of arterial prostheses». Research in Experimental Medicine. Zeitschrift Fur Die Gesamte Experimentelle Medizin Einschliesslich Experimenteller Chirurgie 186 (3): 185-202. ISSN 0300-9130. PMID 3526481. doi:10.1007/BF01852044. Consultado el 18 de mayo de 2023.
11. ↑  McNamee, Ann K.; Pople, Anthony (21/1991). «Skryabin and Stravinsky 1908-1914: Studies in Theory and Analysis». Journal of Music Theory 35 (1/2): 251. doi:10.2307/843815. Consultado el 18 de mayo de 2023.
12. ↑  McGregor, I. (26 de febrero de 1977). «Beauty spot or blemish». British Medical Journal 1 (6060): 577. ISSN 0007-1447. PMC 1605176. PMID 843815. doi:10.1136/bmj.1.6060.577-a. Consultado el 18 de mayo de 2023.
13. ↑  Russ, Michael (2004-07). «Editorial: An Introduction to Anthony Pople's Tonalities Project». Music Analysis (en inglés) 23 (2-3): 147-152. ISSN 0262-5245. doi:10.1111/j.0262-5245.2004.00200.x. Consultado el 18 de mayo de 2023.
14. ↑  Powers, D. L.; Gaisser, D. M.; Barton, Q. (1986-04). «Preserved and foreign cartilage interpositional materials for silastic finger joint implant arthroplasty». Journal of Biomedical Materials Research 20 (4): 481-491. ISSN 0021-9304. PMID 3700442. doi:10.1002/jbm.820200405. Consultado el 18 de mayo de 2023.
15. ↑  Whittall, Arnold (2003-10). «Anthony Pople Remembered». Music Analysis (en inglés) 22 (3): 249-252. ISSN 0262-5245. doi:10.1111/j.0262-5245.2003.00185.x. Consultado el 18 de mayo de 2023.
16. ↑  van Eijden, T. M.; Kouwenhoven, E.; Verburg, J.; Weijs, W. A. (1986). «A mathematical model of the patellofemoral joint». Journal of Biomechanics 19 (3): 219-229. ISSN 0021-9290. PMID 3700434. doi:10.1016/0021-9290(86)90154-5. Consultado el 18 de mayo de 2023.